# Бробби, Брайан
Брайан Эбенезер Аджей Бробби (нидерл. Brian Ebenezer Adjei Brobbey; род. 1 февраля 2002, Амстердам) — нидерландский футболист, нападающий клуба «Аякс» и сборной Нидерландов. Бронзовый призёр чемпионата Европы 2024.

## Клубная карьера

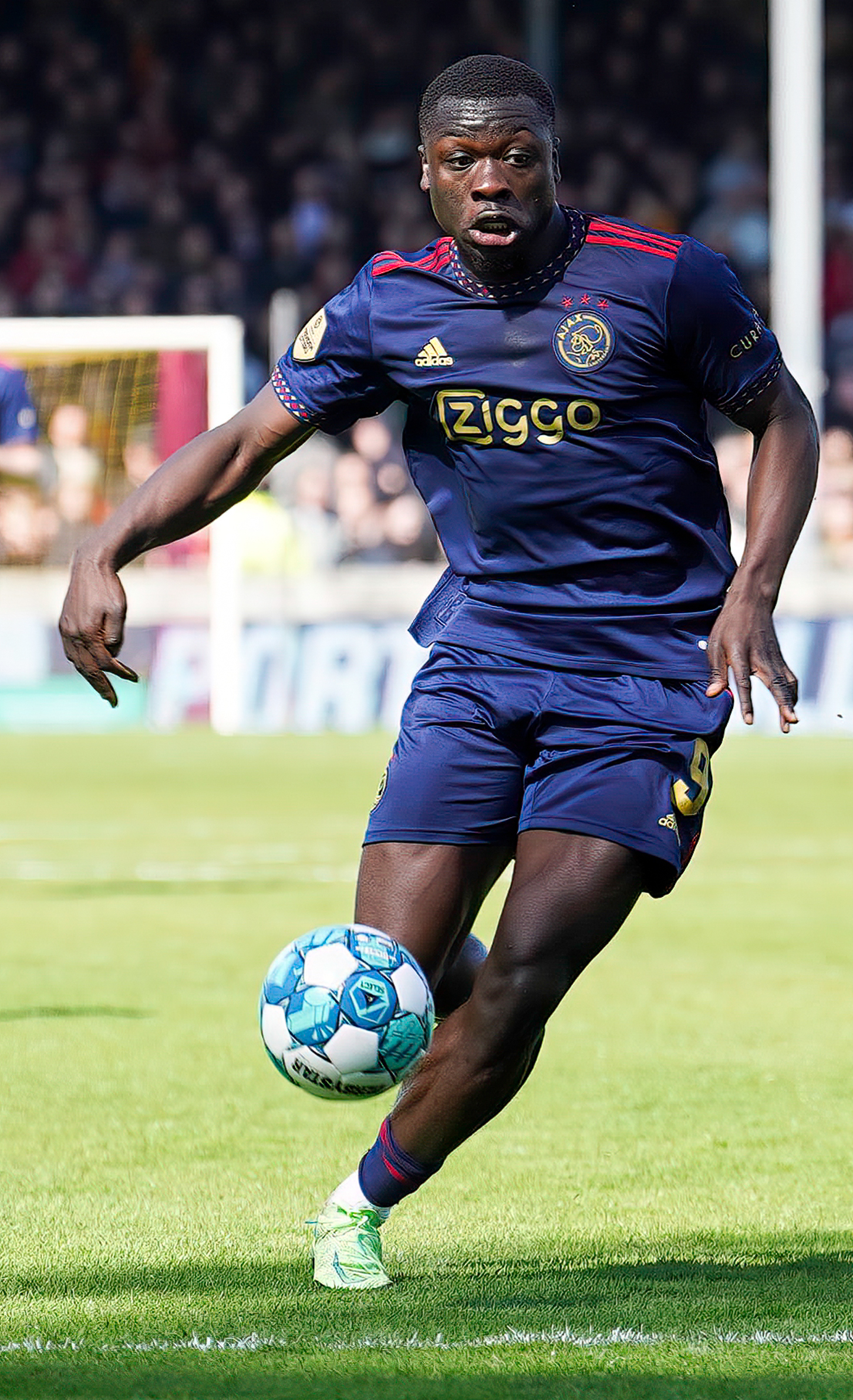
Бробби в составе «Аякса»

Бробби начинал футбольную карьеру в амстердамском клубе АФК, где также играл его старший брат Самуэл. В 2010 году перешёл в футбольную академию «Аякса». 15 октября 2018 года в поединке против дублёров ПСВ игрок дебютировал за дублирующий состав клуба в Эрстедивизи. 31 октября 2020 года в матче против ситтардской «Фортуны» он дебютировал в Эредивизи. В этом же поединке Брайан забил свой первый гол за «Аякс». В матчах Лиги Европы против французского «Лилля», швейцарского «Янг Бойз» и итальянской «Ромы» он забил по голу.
12 марта 2021 года Бробби подписал четырёхлетний контракт с немецким «РБ Лейпциг». 15 августа в матче против «Майнц 05» он дебютировал в Бундеслиге.
31 декабря 2021 года Брайан вернулся в «Аякс» на правах аренды. По итогам сезона он помог клубу выиграть чемпионат. 22 июля 2022 года клуб выкупил трансфера игрока, подписав с ним пятилетний контракт. Сумма трансфера составила 16,35 млн евро. 30 ноября 2023 года в матче Лиги Европы против марсельского «Олимпика» он сделал «дубль».

## Международная карьера
В 2018 году в составе юношеской сборной Нидерландов Бробби выиграл юношеский чемпионат Европы в Англии. На турнире он сыграл в матчах против команд Германии, Сербии, Испании, Англии, Ирландии и Италии. В поединках против сербов и итальянцев Брайан забил три гола.
В 2019 году Бробби во второй раз выиграл юношеский чемпионат Европы в Ирландии. На турнире он сыграл в матчах против команд Бельгии, Испании, Италии, Швеции и Англии. В поединках против шведов и англичан Брайан забил три гола.
В 2023 году в составе молодёжной сборной Нидерландов Бробби принял участие в молодёжном чемпионате Европы в Румынии и Грузии. На турнире он сыграл в матчах против сборных Бельгии, Португалии и Грузии. В поединке против португальцев Брайан забил гол.
16 октября 2023 года в отборочном матче чемпионата Европы 2024 против сборной Греции Бробби дебютировал за сборную Нидерландов.

## Достижения
Клубные
«Аякс»
- Чемпион Нидерландов (2): 2020/21, 2021/22
- Обладатель Кубка Нидерландов: 2020/21

Международные
Нидерланды (до 17)
- Юношеский чемпионат Европы (2): 2018, 2019

## Статистика выступлений

### Клубная карьера
| Клуб             | Сезон            | Лига | Лига | Кубок | Кубок | Европейские кубки | Европейские кубки | Прочие | Прочие | Итого | Итого |
| Клуб             | Сезон            | Игры | Голы | Игры  | Голы  | Игры              | Голы              | Игры   | Голы   | Игры  | Голы  |
| ---------------- | ---------------- | ---- | ---- | ----- | ----- | ----------------- | ----------------- | ------ | ------ | ----- | ----- |
| Йонг Аякс        | 2018/19          | 2    | 0    | —     | —     | —                 | —                 | —      | —      | 2     | 0     |
| Йонг Аякс        | 2019/20          | 13   | 7    | —     | —     | —                 | —                 | —      | —      | 13    | 7     |
| Йонг Аякс        | 2020/21          | 17   | 9    | —     | —     | —                 | —                 | —      | —      | 17    | 9     |
| Йонг Аякс        | Итого            | 32   | 16   | —     | —     | —                 | —                 | —      | —      | 32    | 16    |
| Аякс             | 2020/21          | 12   | 3    | 0     | 0     | 7                 | 3                 | —      | —      | 19    | 6     |
| Аякс             | Итого            | 12   | 3    | 0     | 0     | 7                 | 3                 | —      | —      | 19    | 6     |
| РБ Лейпциг       | 2021/22          | 9    | 0    | 1     | 0     | 4                 | 0                 | —      | —      | 14    | 0     |
| РБ Лейпциг       | Итого            | 9    | 0    | 1     | 0     | 4                 | 0                 | —      | —      | 14    | 0     |
| → Аякс           | 2021/22          | 11   | 7    | 1     | 0     | 1                 | 0                 | 0      | 0      | 13    | 7     |
| → Аякс           | Итого            | 11   | 7    | 1     | 0     | 1                 | 0                 | 0      | 0      | 13    | 7     |
| → Йонг Аякс      | 2021/22          | 1    | 1    | —     | —     | —                 | —                 | —      | —      | 1     | 1     |
| → Йонг Аякс      | Итого            | 1    | 1    | —     | —     | —                 | —                 | —      | —      | 1     | 1     |
| Аякс             | 2022/23          | 32   | 13   | 4     | 1     | 7                 | 0                 | 1      | 0      | 44    | 14    |
| Аякс             | 2023/24          | 30   | 18   | 1     | 1     | 12                | 3                 | —      | —      | 43    | 22    |
| Аякс             | 2024/25          | 30   | 4    | 2     | 0     | 12                | 3                 | —      | —      | 44    | 7     |
| Аякс             | Итого            | 92   | 35   | 7     | 2     | 31                | 6                 | 1      | 0      | 131   | 43    |
| → Йонг Аякс      | 2022/23          | 1    | 0    | —     | —     | —                 | —                 | —      | —      | 1     | 0     |
| → Йонг Аякс      | Итого            | 1    | 0    | —     | —     | —                 | —                 | —      | —      | 1     | 0     |
| Всего за карьеру | Всего за карьеру | 158  | 62   | 9     | 2     | 43                | 9                 | 1      | 0      | 211   | 73    |

### Список матчей за сборную
| Матчи и голы Бробби за сборную Нидерландов | Матчи и голы Бробби за сборную Нидерландов | Матчи и голы Бробби за сборную Нидерландов | Матчи и голы Бробби за сборную Нидерландов | Матчи и голы Бробби за сборную Нидерландов | Матчи и голы Бробби за сборную Нидерландов |
| ------------------------------------------ | ------------------------------------------ | ------------------------------------------ | ------------------------------------------ | ------------------------------------------ | ------------------------------------------ |
| №                                          | Дата                                       | Соперник                                   | Счёт                                       | Голы Бробби                                | Соревнование                               |
| 1                                          | 16 октября 2023                            | Греция                                     | 1:0                                        | —                                          | Чемпионат Европы 2024 (отбор)              |
| 2                                          | 6 июня 2024                                | Канада                                     | 4:0                                        | —                                          | Товарищеский матч                          |
| 3                                          | 10 июля 2024                               | Англия                                     | 1:2                                        | —                                          | Чемпионат Европы 2024. 1/2 финала          |
| 4                                          | 10 сентября 2024                           | Германия                                   | 2:2                                        | —                                          | Лига наций УЕФА 2024/25. Группа A3         |
| 5                                          | 11 октября 2024                            | Венгрия                                    | 1:1                                        | —                                          | Лига наций УЕФА 2024/25. Группа A3         |
| 6                                          | 14 октября 2024                            | Германия                                   | 1:0                                        | —                                          | Лига наций УЕФА 2024/25. Группа A3         |
| 7                                          | 19 ноября 2024                             | Босния и Герцеговина                       | 1:1                                        | 24′                                        | Лига наций УЕФА 2024/25. Группа A3         |
| 8                                          | 20 марта 2025                              | Испания                                    | 3:3                                        |                                            | Лига наций УЕФА 2024/25, 1/4 финала        |

Итого: 8 матчей / 1 гол; 2 победы, 4 ничьих, 2 поражения.